# Ращупкин, Иван Павлович
Иван Павлович Ращупкин (1915, село Мерке, Аулиеатинский уезд, Сырдарьинская область, Российская империя — неизвестно) — бригадир тракторной бригады Меркенской МТС Джамбулской области, Казахская ССР. Герой Социалистического Труда (1948).

## Биография
Родился в 1915 году в крестьянской семье в селе Мерке Аулиеатинского уезда. С 12-летнего возраста трудился в местной сельскохозяйственной артели, которая позднее была преобразована в колхоз «Новый путь». После окончания курсов механизации с 1935 года трудился в Меркенской МТС до призыва в Красную Армию на срочную службу в 1939 году. С декабря 1941 года участвовал в Великой Отечественной войне. Воевал трактористом-механиком тягача 25-го артиллерийского полка 62-й пушечно-артиллерийской бригады. В составе 69-й Армии оборонял Кавказ, освобождал Крым и страны Европы. С 1942 года член ВКП(б). После демобилизации в 1945 году возвратился в родное село, где продолжил трудиться трактористом в Меркенской МТС. Позднее возглавлял бригаду трактористов.
Бригада под его руководством ежегодно показывала высокие трудовые результаты. В 1947 году бригада собрала в обслуживаемом колхозе «Красный путь» в среднем с каждого гектара по 402 центнеров сахарной свёклы на площади 100 гектаров. Указом Президиума Верховного Совета СССР от 28 марта 1948 года удостоен звания Героя Социалистического Труда за «получение высоких урожаев пшеницы, ржи, хлопка и сахарной свёклы в 1947 году» с вручением ордена Ленина и золотой медали «Серп и Молот» (№ 1551).
За высокие трудовые достижения по итогам работы в 1956 году награждён Орденом Трудового Красного Знамени.
Дальнейшая судьба не известна.
Награды
- Герой Социалистического Труда
- Орден Ленина
- Орден Красной Звезды (25.04.1944)
- Орден Славы 3-й степени (25.08.1944)
- Орден Трудового Красного Знамени (11.01.1957)
- Медаль «За боевые заслуги» (29.04.1943)
- Медаль «За оборону Кавказа» (01.05.1944)